# جایزه باهینیای زرین
جایزه باهینیای زرین (انگلیسی: Golden Bauhinia Awards؛ چینی ساده: 金紫荆奖; چینی سنتی: 金紫荊獎) نام یک جایزهٔ سینمایی در کشور هنگ کنگ بود.
این جایزه در سال ۱۹۹۶ میلادی توسط «اتحادیهٔ منتقدان هنگ کنگ» برپا شد، اما در سال ۲۰۰۷ میلادی، جنجالی در مورد اعتبار آن شکل گرفت؛ چرا که یکی از فیلم‌های پانگ خو-چیانگ در ۱۰ شاخهٔ مختلف، نامزد دریافت جایزه شد، بدون آنکه این فیلم در جایی اکران عمومی شده باشد. همچنین جایزه «بهترین فیلم» را به صورت همزمان به سه فیلم اهدا کردند. در نتیجه اتحادیهٔ منتقدان هنگ کنگ اعلام کرد تا اطلاع ثانوی و تا انجام تفحص و بررسی دقیق مسائل، اعطای این جایزه را به حالت تعلیق در می‌آورد.